# Lometa
Lometa é uma cidade localizada no estado norte-americano do Texas, no Condado de Lampasas.

## Demografia
Segundo o censo norte-americano de 2000, a sua população era de 782 habitantes.
Em 2006, foi estimada uma população de 890, um aumento de 108 (13.8%).

## Geografia
De acordo com o United States Census Bureau tem uma área de
2,3 km², dos quais 2,3 km² cobertos por terra e 0,0 km² cobertos por água. Lometa localiza-se a aproximadamente 402 m acima do nível do mar.

## Localidades na vizinhança
O diagrama seguinte representa as localidades num raio de 40 km ao redor de Lometa.